# Feliks Paweł Jarocki
Feliks Paweł Jarocki (14 janvier 1790, Pacanów - 25 mars 1865, Varsovie) est un zoologiste polonais.
Diplômé en philosophie et en arts de l'université de Varsovie, il organise, enseigne et dirige le cabinet de zoologie de l'Université de Varsovie, de 1819 à 1862. À son arrivée, la collection du baron Sylwiusz Minckwitz comprend environ 20 000 spécimens, Jarocki l'enrichit par ses recherches et ses expéditions scientifiques en Pologne orientale et en Ukraine. Il acquiert également de nombreux ouvrages de zoologie pour la bibliothèque.
Quand il prend sa retraite, la collection zoologique atteint alors 65 690 spécimens, et la bibliothèque, 2 000 volumes.
Władysław Taczanowski (1819-1890) lui succède comme conservateur.
Jarocki est, entre autres, à l'origine de l'idée de re-créer un bovin ressemblant l'aurochs disparu, ce qui donnera l'aurochs de Heck.

## Principales œuvres
- (pl) Zoologia czyli zwierzetopismo ogolne podlug naynowszego systemu ulozone (1821)